# Almirante Brown partido
Almirante Brown egy partido Argentína középpontjától keletre, Buenos Aires tartományban. Székhelye Adrogué.

## Népesség
A partido népessége a közelmúltban a következőképpen változott:
| Év   | Lakosság |
| ---- | -------- |
| 2001 | 512 508  |
| 2010 | 552 902  |